# Третья Россия
«Третья Россия» — русский эмигрантский общественно-политический журнал, издававшийся в Париже в 1932—1939 гг. (всего вышло 9 номеров).

## История
Основателем журнала был философ и публицист Петр Степанович Боранецкий.

В подзаголовке журнал провозглашался «органом пореволюционного синтеза». Первый номер открывался большим заявлением «От группы Народников-Мессианистов». Как и многие журналы тех лет, «Третья Россия» ставила вопрос о критике Европы и необходимости изменений. В центре внимания оставался судьба России. Задача «синтеза» была поставлена сформулирована в философском виде:
«Потребность в Синтезе, в пределе, в Абсолютном Синтезе —в новом понятии Бога—сокровеннейшая потребность нашего времени <…> Эту универсальную Идею — Синтез, всеединящую идеологию Мира призвана осуществить Россия — в качестве внутренней духовной стороны осуществления ее исконной мечты — строя Совершенного общества»
Описывая профиль своего журнала, редакция утверждала, что он «принадлежит к новым веяниям русской и современной мировой ищущей мысли». Это, по мысли создателей, заключалось, в частности, в том, что «все установки журнала не партийно-догматические, а конструктивные: он орган исканий, творчества, попыток разобраться в том, что произошло у нас и в том, что происходит в мире». Кроме того, ставилась задача «духовно-культурной встречи старшего и молодого, второго поколения».
Отзывы на журнал в эмигрантской среде были в основном негативные, что признавали его создатели. Редакция журнала «Новый град» приветствовала появление «Третьей России».

С 6 по 9-й (последний) номер в начале публиковалось кредо журнала: 
«„Третья Россия“ — орган идеи преображения мира, творческих исканий образа нового человека и нового человечества.
Трибуна и лаборатория нового ЦЕЛОСТНОГО жизненного идеала, наше издание — орган КОНСТРУКТИВНОЙ мысли и действия.
Вдохновляемые величием зарождающейся в наше время новой, высшей эры человеческого развития, мы будим волю и мысль, достойные этого грядущего дня нового человечества. 
Мы — на рубеже двух эпох, — тем самым, быть достой ными наследниками заканчивающейся старой эпохи и творца ми наступающей новой — наша особая историческая необхо димость и наше чрезвычайное историческое призвание».
В журнале постоянно публиковались лозунги и разнообразные программные заявления. Народническая ориентация журнала выражась в повышенном внимании к судьбе крестьянства. С этим была тесна связана идеология русского мессианства.
«Третья Россия», не игравшая существенной политической роли, с началом Второй мировой войны прекратила существование.